# Liste der Naturdenkmale in Bonn
Die Liste der Naturdenkmale in Bonn nennt die Naturdenkmale in der kreisfreien Stadt Bonn in Nordrhein-Westfalen.

## Naturdenkmale
| Nr.  | Bezeichnung | Gemarkung      | Lage | Bemerkungen | Bild           |
| ---- | --- | -------------- | --- | --- | -------------- |
| 1    | 2 Eichen (Quercus robur) | Bonn, Endenich | Im eingefriedeten Grundstück nordwestlich des Endenicher Baches                                             | |                |
| 2    | 36 Schwarzpappeln | Bonn           | Am Ost-, Süd- und Westrand der Siedlung Tannenbusch                                                         | |                |
| 3    | 9 Schwarzpappeln (Populus nigra pyramidalis) | Kessenich      | Am nördlichen Rande des alten Kessenicher Friedhofes                                                        | |                |
| 4    | 1 Esskastanie (Castanea sativa) | Bonn           | 50 m von der Rottenburgstraße und etwa 20 m vom Wittelsbacher Ring im Baumschulwäldchen                     | |                |
| 5    | 21 Kopf- oder Gespensterbuchen: 15 Carpinus betulus, 6 Fagus sylvatica | Kessenich      | Am Rande des Annaberger Feldes                                                                              | |                |
| 6    | 2 Platanen (Platanus acerifolia) | Bonn           | Am Liebfrauenweg im Hofgarten                                                                               | |                |
| 7    | 1 Ginkgobaum (Ginkgo biloba, Kriechwuchs), 2 Rotbuchen (Fagus sylvatica), 1 Winterlinde mit Verknotungen (Tilia cordata) | Poppelsdorf    | In verschiedenen Lagen des Botanischen Gartens                                                              | |                |
| 8    | 1 Maulbeerbaum (Morus alba) | Endenich       | In der Grünanlage der Katholischen Kirche Endenich                                                          | |                |
| 9    | 1 Atlas-Zeder (Cedrus atlantica glauca) | Bonn           | Im Vorgarten der Universitätskinderklinik, Adenauerallee 119                                                | |                |
| 10   | 1 Libanon-Zeder (Cedrus libani) | Kessenich      | Im Garten des Hauses Rheinweg 159                                                                           | |                |
| 11   | 1 Virginischer Wacholder (Juniperus virginiana), 3 Esskastanien (Castanea sativa), 1 Rotbuche (Fagus sylvatica), 1 Ahorn (Acer pseudoplatanus), 1 Winterlinde (Tilia cordata), 2 Feldulmen (Ulmus campestris) | Endenich       | Burg Endenich                                                                                               | |                |
| 12   | 1 Traubeneiche (Quercus petraea) | Dottendorf     | Rheinhöhenweg an der östlichen Grenze der Parzelle 541 ⊙                                                    | Naturdenkmal 3.2 |                |
| 13   | 5 Winterlinden (Tilia cordata), 2 Ulmen (Ulmus campestris) | Bonn           | Burg Dransdorf                                                                                              | |                |
| 14   | 1 Eibe (Taxus baccata) | Bonn           | Im Vorgarten des Hauses Baumschulallee 16                                                                   | |                |
| 15   | 1 Stieleiche (Quercus robur) | Bonn           | Auf dem Alten Friedhof, auf dem Grabe von E. M. Arndt                                                       | |                |
| 16   | 2 Platanen (Platanus acerifolia) | Bonn           | Auf dem Alten Friedhof, auf dem Rondell vor dem Grabe Kaufmann                                              | |                |
| 17   | 1 Haselbaum (Corylus colurna) | Bonn           | In der gärtnerischen Anlage westlich des Akademischen Kunstmuseums                                          | |                |
| 18   | 3 Mammutbäume (Sequoia gigantea) | Endenich       | Im Park des Instituts für Obstbau an der Straße Auf dem Hügel                                               | |                |
| 19   | 1 Taxushecke (Taxus baccata) | Kessenich      | An der Grenzmauer zwischen St.-Franziskus-Hospital und Nikolausstraße. ⊙                                    | |                |
| 20   | 1 Platane (Platanus acerifolia), 1 Blasenbaum (Koelreuteria paniculata), 1 Amberbaum (Liquidambar styraciflua), 1 Kaukasische Zelkove (Zelkova serrata), 1 Geschlitztblättrige Buche (Fagus sylvatica asplenifolia) | Bonn           | Im Park des Bundeskanzleramtes, Adenauerallee 141                                                           | |                |
| 21   | 3 Rotbuchen (Fagus sylvatica), 2 Geschlitztblättrige Buchen (Fagus sylvatica laciniata), 4 Ginkgobäume (Ginkgo biloba), 2 Zirbelkiefern (Pinus cembra), 1 Silberlinde (Tilia tomentosa, außerhalb des Gartens), 1 Mammutbaum (Sequoia gigantea), 1 Spitzahorn (Acer platanoides schwedleri), 1 Bergahorn (Acer pseudoplatanus), 1 Österreichische Schwarzkiefer (Pinus nigra austriaca), 3 Scheinzypressen (Chamaecyparis lawsoniana)                                      | Bonn           | Im Park der Villa Hammerschmidt, Adenauerallee 125                                                          | |                |
| 22   | 1 Hülsenbaum (Ilex aquifolium) | Bonn           | Im Garten des Hauses Colmantstraße 12                                                                       | |                |
| 23   | 1 Platane (Platanus acerifolia) | Bonn           | Im Garten des Hauses Kaiserstraße 32                                                                        | |                |
| 24   | 2 Braunkohlenquarzite, 1 Taunusquarzit | Endenich       | Im Abfall der Höhe des Kreuzberges vor dem Kloster                                                          | |                |
| 25   | 1 Mammutbaum (Sequoia gigantea) | Kessenich      | Ecke Bonner Talweg/Reuterstraße                                                                             | |                |
| 26   | 1 Feldulme (Ulmus campestris) | Kessenich      | Fußweg zwischen Hausdorff- und Nikolausstraße                                                               | nicht mehr vorhanden |                |
| 27   | 1 Blutbuche (Fagus sylvatica f. purpurea), 1 Trauerbuche (Fagus sylvatica pendula), 1 Sicheltanne (Cryptomeria japonica), 1 Mammutbaum (Sequoia gigantea) | Bonn           | Auf dem Grundstück Baumschulallee 5                                                                         | |                |
| 28   | 1 Rosskastanie (Aesculus hippocastanum) | Kessenich      | Hausdorffstraße/Ecke Pützstraße                                                                             | nicht mehr vorhanden |                |
| 29   | 7 Feldulmen (Ulmus campestris) | Poppelsdorf    | Venusberg                                                                                                   | |                |
| 30   | 1 Atlas-Zeder (Cedrus atlantica glauca) | Poppelsdorf    | Venusberg, Vorgarten Friedrichsruhe                                                                         | |                |
| 31   | 1 Libanon-Zeder (Cedrus libani) | Bonn           | Endenicher Allee/Ecke Humboldtstraße (Vorgarten)                                                            | |                |
| 32   | 1 Mammutbaum (Sequoia gigantea) | Endenich       | Malteserstraße 11 (Siedlungsgesellschaft Vorgärten)                                                         | |                |
| 33   | 1 Mammutbaum (Sequoia gigantea) | Endenich       | Malteserstraße 16 (Siedlungsgesellschaft Vorgärten)                                                         | nicht mehr vorhanden |                |
| 34   | 10 Ulmen | Bonn           | Auf dem Wegrand an der Kölnstraße zwischen Kaiser-Karl-Ring und Jahnplatz                                   | |                |
| 35   | 1 Urweltmammutbaum (Metasequoia glyptostroboides) | Bonn           | Schedestraße zwischen Nr. 4 + 10, Vorgarten Grünfläche                                                      | |                |
| 36   | 1 Eiche (Quercus robur) | Kessenich      | Hinter den Häusern Nr. 3 + 5 der Joh.-v.-Hanstein-Straße                                                    | |                |
| 37   | 1 Eiche (Quercus robur) | Kessenich      | Im Vorgarten des Hauses Haager Weg 13                                                                       | |                |
| 38   | 8 Hainbuchen (Carpinus betulus) | Dottendorf     | Auf dem Venusberg am Fußweg entlang des Annaberger Feldes                                                   | |                |
| 39   | 4 Blutbuchen (Fagus sylvatica f. purpurea), 2 Schnurbäume (Sophora japonica), 3 Bergahorn (Acer pseudoplatanus), 1 Gemeine Esche (Fraxinus excelsior), 1 Edelkastanie (Castanea sativa), 3 Rosskastanie (Aesculus hippocastanum), 1 rotblühende Rosskastanie (Aesculus hippocastanum plena rubra), 2 Trauerbuchen (Fagus sylvatica pendula), 1 Spitzahorn (Acer platanoides), 2 Platanen (Platanus acerifolia), 1 Rotbuche (Fagus sylvatica)                               | Bonn           | Auf dem Grundstück der Universitätskinderklinik Adenauerallee 119                                           | |                |
| 40   | 1 Rosskastanie (Aesculus hippocastanum) | Bonn           | Vorgarten des Grundstückes Ecke Bonner Talweg/Königstraße                                                   | |                |
| 41   | 1 Rotbuche (Fagus sylvatica) | Kessenich      | Auf dem Venusberg am Fußweg entlang des Annaberger Feldes                                                   | |                |
| 42   | 2 Hainbuchen (Carpinus betulus) | Dottendorf     | Venusberg, am Annaberger Feld                                                                               | |                |
| 43   | 1 Platane (Platanus acerifolia) | Bonn           | Hintergarten des Hauses Breite Straße 98 a                                                                  | |                |
| 44   | 1 Platane (Platanus acerifolia) | Bonn           | Innenhof der Beethovenhalle                                                                                 | |                |
| 45   | 1 Blutbuche (Fagus sylvatica f. purpurea) | Poppelsdorf    | Vorgarten des Hauses Reuterstraße 34                                                                        | |                |
| 46   | 1 Rosskastanie (Aesculus hippocastanum), 1 Bergahorn (Acer pseudoplatanus) | Bonn           | Garten des Hauses Arndtstraße 23                                                                            | |                |
| 47   | 1 Esskastanie (Castanea sativa), 1 Winterlinde (Tilia cordata), 1 Atlas-Zeder (Cedrus atlantica glauca), 1 Hülsenstrauch (Ilex aquifolium), 1 Blutbuche (Fagus sylvatica f. purpurea), 1 Lebensbaumcypresse (Chamaecyparis) | Bonn           | Garten des Hauses Adenauerallee 120-122                                                                     | |                |
| 48   | 1 Blutbuche (Fagus sylvatica f. purpurea), 1 Libanon-Zeder (Cedrus libani), 1 Pyramideneiche (Quercus robur fastigiata) | Bonn           | Garten des Hauses Kaiserstraße 147                                                                          | |                |
| 49   | 1 Blutbuche (Fagus sylvatica f. purpurea) | Dottendorf     | Garten des Hauses Lindenstraße 19 am Hang des Venusberges                                                   | |                |
| 50   | 1 Spitzahorn (Acer platanoides) | Bonn           | Garten des Hauses Bachstraße 14                                                                             | |                |
| 51   | 1 Bergahorn (Acer pseudoplatanus) | Kessenich      | Vorgarten des Hauses Goethestraße 15                                                                        | |                |
| 52   | 1 Rosskastanie (Aesculus hippocastanum) | Bonn           | Vor dem Haus Endenicher Straße 116                                                                          | |                |
| 53   | 1 Ginkgobaum (Ginkgo biloba), 1 schlitzblättrige Rosskastanie (Aesculus hippocastanum laciniata), 1 sehr schön gewachsene Douglastanne (Pseudotsuga menziesii), 1 Mammutbaum (Sequoia gigantea), 1 rosageränderte Blutbuche (Fagus sylvatica f. purpurea), 1 verschiedenblättrige Buche (Fagus sylvatica laciniata), 2 einfachblättrige Eschen krausblättrig (Fraxinus excelsior f. crispa)                                                                                | Godesberg      | Im Park der Redoute                                                                                         | |                |
| 54   | 1 Blutbuche (Fagus sylvatica f. purpurea), vielstämmige Rhododendrongruppe (Rhododendron), 1 Ginkgo (Ginkgo biloba, weiblich), 1 Götterbaum (Ailanthus altissima) | Godesberg      | Im Stadtgarten Bad Godesberg                                                                                | |                |
| 55   | 1 Libanon-Zeder (Cedrus libani) | Godesberg      | Vor dem Haus Gartenstraße 4                                                                                 | |                |
| 56   | 8 Platanen (Platanus acerifolia) | Godesberg      | In der Brunnenallee, nahe dem Draitschbrunnen ⊙                                                             | Naturdenkmal 3.16 |                |
| 57   | 1 Amberbaum (Liquidamber styraciflua), 1 Kanadische Hemlocktanne (Tsuga canadeusis), 1 Sumpfzypresse (Taxodium distichum), 1 Ilex in Baumform (Ilex aquifolium) | Godesberg      | Im von Rigal’schen Park                                                                                     | |                |
| 58   | 1 Sumpfzypresse (Taxodium distichum) | Godesberg      | An der Moltkestraße, 20 m rechts neben dem Ulmenhaus                                                        | |                |
| 59   | 1 Gelbkiefer (Pinus ponderosa), 1 Tulpenbaum (Liriodendron tulipifera) | Godesberg      | ca. 15 m von der Waldstraße vor dem Haus Nr. 39 (Gelbkiefer); vor dem Hauptgebäude Viktorshöhe (Tulpenbaum) | |                |
| 60   | 1 Japanischer Schnurbaum (Sophora japonica) | Friesdorf      | Im Park der Villa Simons, Dottendorfer Straße                                                               | |                |
| 61   | 1 dreilappiger Berg-Ahorn (Acer pseudoplatanus trilobatum) | Friesdorf      | Im Park der Villa Simons, Dottendorfer Straße                                                               | |                |
| 62   | 1 Blutbuche (Fagus sylvatica f. purpurea), 1 Libanon-Zeder (Cedrus libani), 1 Trompetenbaum (Catalpa bignonioides) | Plittersdorf   | Im Park der Villa Carstanjen                                                                                | |                |
| 63   | 10 Sommerlinden in Kopfform (Tilia platyphylla), 1 Hainbuche in Kopfform (Carpinus betulus) | Plittersdorf   | Vor dem Haus in zwei Reihen, die „historische Linde“ am Südende der Terrasse                                | |                |
| 64   | 1 Edelkastanie (Castanea sativa) | Plittersdorf   | Im Turmhofpark                                                                                              | |                |
| 65   | 3 stattliche Buchen (Fagus sylvatica) | Muffendorf     | Im Park der Kommende                                                                                        | |                |
| 66   | 1 Traubeneiche (Quercus petraea) | Muffendorf     | Unmittelbar südlich der Landstraße Nr. 158                                                                  | |                |
| 67   | 1 Fichtengruppe (Picca excelsa) | Muffendorf     | Am Godesberger Bach bei der Wattendorfer Mühle                                                              | |                |
| 68   | 1 Platane (Platanus acerifolia) | Lannesdorf     | An der Austraße vor dem Haus Nr. 13                                                                         | |                |
| 69   | 1 Roteiche (Quercus rubra), 1 rote Pavia (Aesculus carnea), 4 Eiben (Taxus baccata) | Mehlem         | Im Park an der Mainzer Straße                                                                               | |                |
| 70   | 1 Leanaeiche (Quercus leana) | Mehlem         | Im Park an der Mainzer Straße                                                                               | |                |
| 71   | 1 Mammutbaum (Sequoia gigantea) | Mehlem         | Im Park an der Mainzer Straße                                                                               | |                |
| 72   | 1 Atlas-Zeder (Cedrus atlantica glauca) | Mehlem         | Im Park der Villa Camphausen, Mainzer Straße                                                                | |                |
| 73   | 1 Gelbholz (Cladrastis lutea) | Mehlem         | Auf der Wiese zum Rheinufer in Mehlem                                                                       | |                |
| 74   | 1 Leuzitnephelinbasaltlavafelsen | Mehlem         | In einer Schlackgrube an der Straße zum Rodderberg                                                          | |                |
| 75   | Baumbestand im Broichhof, vorwiegend Eichen, Robinien, Kastanien, Weiden, Pappeln, verschiedene Altersklassen. Lichter Bestand (Quercus, Robinia, Aesculus, Salix, Populus) | Mehlem         | nördlich des Gutsgebäudes                                                                                   | |                |
| 76   | 2 Spitzpappeln (Populus nigra pyramidalis) | Mehlem         | Auf dem Cäcilienheidchen                                                                                    | |                |
| 77   | 9 Maulbeerbäume (Morus alba) | Beuel          | Am Aufgang zum Ennert, nördlich der Volksschule Küdinghoven                                                 | |                |
| 78   | 1 Rosskastanie (Aesculus hippocastanum) | Beuel          | Auf dem „Knippchen“ am Weg von Küdinghoven nach Pützchen                                                    | Naturdenkmal 3.1 |                |
| 80   | Die schnacke Eiche (Quercus robur) | Bonn-Röttgen   | Jagen 39. Im Kottenforst                                                                                    | |                |
| 81   | Die Mammuteiche (Quercus robur) | Röttgen        | Jagen 44 a. Im Kottenforst                                                                                  | |                |
| 82   | Die dicke Eiche (Quercus robur) | Röttgen        | Jagen 71 a. Im Kottenforst ⊙                                                                                | Der Godesberger Künstler Klaus Simon hat ein 1,5 Meter langes Stück aus der im Winter 2010/11 gefallenen Eiche geschnitten und daraus Prinzipalien für die Namen-Jesu-Kirche (Bonn) gefertigt. | weitere Bilder |
| 83   | 1 starke Fichte (Picea abies excelsea) | Röttgen        | Jagen 73 a. Im Kottenforst ⊙                                                                                | Naturdenkmal 3.11 |                |
| 84   | Die Stelzeneiche oder zweibeinige Eiche (Quercus robur) | Röttgen        | Jagen 94 a. Im Kottenforst ⊙                                                                                | Naturdenkmal 3.8 |                |
| 85   | 3 Eichen | Röttgen        | Jagen 94 a. Im Kottenforst. An der Venner Allee ⊙                                                           | 1 Stieleiche (Quercus robur), 2 Traubeneichen (Quercus petraea) |                |
| 86   | 1 Ginkgobaum (Ginkgo biloba) | Oberkassel     | Oberkassel, Hauptstraße 233                                                                                 | |                |
| 87   | 4 Sommerlinden (Tilia platyphyllos) | Beuel          | Vor dem Alten Bröhltalbahnhof, Rheinaustraße                                                                | |                |
| 88   | 3 kleinblättrige Linden (Tilia cordata), 1 Blutbuche (Fagus sylvatica f. purpurea) | Oberkassel     | Oberkassel, Hauptstraße 29                                                                                  | |                |
| 89   | 1 Platane (Platanus acerifolia) | Kessenich      | Gierenweg 7                                                                                                 | |                |
| 90   | 1 Blutbuche (Fagus sylvatica f. purpurea) | Endenich       | Malteserstraße 19                                                                                           | |                |
| 91   | 1 Zeder (Cedrus libani), 1 Zeder (Cedrus libani), 1 Sumpfzypresse (Taxodium distichum), 1 Sumpfzypresse (Taxodium distichum), 1 Mammutbaum (Sequoia gigantea), 1 Blau-Zeder (Cedrus atlantica glauca) | Poppelsdorf    | Reuterstraße 2 b (ehemaliger Park der Villa Soennecken)                                                     | |                |
| 92   | 1 Tulpenmagnolie (Magnolia soulangiana) | Friesdorf      | Dottendorfer Straße                                                                                         | |                |
| 93   | 1 Mammutbaum (Sequoia gigantea) | Bad Godesberg  | Bad Godesberg, Augustastraße 31/Ecke Plittersdorfer Straße                                                  | |                |
| 94   | 1 Zeder (Cedrus atlantica glauca), 1 Riesen-Mammutbaum (Sequoia gigantea), 1 Blutbuche (Fagus sylvatica f. purpurea), 1 Riesen-Mammutbaum (Sequoia gigantea), 1 Rosskastanie (Aesculus hippocastanum), 1 Blutbuche (Fagus sylvatica f. purpurea), 1 Blutbuche (Fagus sylvatica f. purpurea), 1 Weymouthskiefer oder Strobe (Pinus strobus), 1 Zeder (Cedrus atlantica glauca), 1 Zeder (Cedrus atlantica glauca), 1 Linde (Tilia cordata), 1 Esskastanie (Castanea sativa) | Bad Godesberg  | zwischen Luisenstraße und Rheinpromenade                                                                    | |                |
| 95   | 1 Stieleiche (Quercus robur) | Bad Godesberg  | Rüngsdorf, Kapellenstraße 29                                                                                | |                |
| 96   | 1 Rosskastanie (Aesculus hippocastanum) | Bad Godesberg  | Bad Godesberg, Kaiserstraße                                                                                 | |                |
| 97   | 1 Rosskastanie (Aesculus carnea priottii), 1 Bergahorn (Acer pseudoplatanus), 1 Rosskastanie (Aesculus carnea priottii), 1 Säuleneiche (Quercus robur fastigiata), 1 Blutbuche (Fagus sylvatica f. purpurea) | Bad Godesberg  | Eckgrundstück Kaiserstraße/Brunnenallee/Villichgasse                                                        | |                |
| 98   | 1 Pyramideneiche (Quercus robur fastigiata) | Bad Godesberg  | Im Park der Redoute                                                                                         | |                |
| 99   | 12 Stieleichen (Quercus robur), 1 Rotbuche (Fagus sylvatica) | Muffendorf     | Heiderhof, Haselnußweg 18-22 80-100 300-320 120                                                             | |                |
| 100  | 1 Stieleiche (Quercus robur) | Muffendorf     | Heiderhof, Weißdornweg                                                                                      | |                |
| 101  | 1 Rosskastanie (Aesculus hippocastanum) | Mehlem         | Mainzer Straße 173                                                                                          | |                |
| 102  | 1 Winterlinde (Tilia cordata) | Röttgen        | Vor den Häusern Reichsstraße 52-56                                                                          | |                |
| 103  | 1 Rosskastanie (Aesculus hippocastanum) | Röttgen        | Am Wegrand vor dem Grundstück Walbröhl, Röttgener Straße 4                                                  | |                |
| 104  | 1 Traubeneiche (Quercus petraea) | Röttgen        | Im Kottenforst, Kreuzung Professorenweg/Langweg ⊙                                                           | |                |
| 105  | 1 Stieleiche (Quercus petraea – ??), 1 Stieleiche (Quercus robur), 1 Stieleiche (Quercus petraea – ??) | Röttgen        | Im Kottenforst, Kreuzung Professorenweg/Langweg                                                             | |                |
| 106  | 1 Traubeneiche (Quercus petraea) | Röttgen        | Im Kottenforst, zwischen Flerzheimer Allee und Bahnhofsweg                                                  | |                |
| 107  | 18-armige Kandelaberfichte (Picea abies) | Röttgen        | Im Kottenforst, Verbindungsweg zwischen Forsthaus Venne und Professorenweg                                  | |                |
| 108  | 10 Weymouthkiefern (Pinus strobus) | Röttgen        | Im Kottenforst, Verbindungsweg zwischen Forsthaus Venne und Professorenweg                                  | |                |
| 109  | Alter Hutewald bestehend aus: bis 230-jährigen Eichen, Buchen und jüngeren Hainbuchen, Ilex und Eiben sowie 80-jährigen Douglasien | Röttgen        | Im Kottenforst, gegenüber dem Forsthaus Schönwaldhaus, zwischen Jägerhäuschenweg und Birkenjagdweg          | Flächendenkmal |                |
| 110  | Jägerhäuschen mit Maar und Umgebung mit 70-jährigen Rhododendronbüschen, Eiben, Bergahornen, Spitzahornen, reichhaltiger Strauchflora, Eichen und Franzosenlärchen | Röttgen        | Im Kottenforst, Kreuzung Jägerhäuschenweg/Merler Bahn/Weingartsbahn/Professorenweg                          | Flächendenkmal |                |
| 3.1  | Baumgruppe aus 10 Pappeln (Populus nigra), ehemalige Kopfbäume | Beuel          | Südlich des Siegdeiches „Am Mühlenpfad“                                                                     | |                |
| 3.2  | Eine Stieleiche (Quercus robur) | Beuel          | südlich des Siegreiches an der verlängerten Siegauenstraße.                                                 | |                |
| 3.3  | Baumgruppe aus 2 Weiden (Salix fragilis) und 2 Pappeln (Populus nigra) | Beuel          | im Rheinvorland, südlich der Mündung des Vilicher Baches.                                                   | |                |
| 3.3  | Zweibeinige Rotbuche (Fagus sylvatica) | Kessenich      | nördlich Annaberger Feld ⊙                                                                                  | |                |
| 3.4  | 1 Stieleiche (Quercus robur) | Kessenich      | alter Grenzbaum an der Schutzhütte, nördlich Annaberger Feld ⊙                                              | |                |
| 3.5  | 1 Linde (Tilia cordata) | Röttgen        | Ruhlandsweg ⊙                                                                                               | |                |
| 3.6  | 1 Stieleiche (Quercus robur) | Röttgen        | Blausteinallee ⊙                                                                                            | |                |
| 3.10 | 3 Eichen, die „Clemens-August-Eichen“: 1 Stieleiche (Quercus robur), 2 Traubeneichen (Quercus petraea) | Röttgen        | Im Kottenforst. Langer Weg ⊙                                                                                | |                |
| 3.13 | Müller-Eiche (Quercus robur) | Röttgen        | Villiper Allee am Simon-Müller-Gedenkstein ⊙                                                                | |                |
| 3.14 | 1 Stieleiche (Quercus robur) | Röttgen        | südlich Schnacker Triftsweg, westlich BAB 565 ⊙                                                             | |                |
| 3.15 | 1 Stieleiche (Quercus robur) | Röttgen        | Ecke Merler Bahn/Leineweberweg ⊙                                                                            | |                |
| 3.17 | 6 Stieleichen (Quercus robur) | Bad Godesberg  | Verlängerung Schwarzbirkenweg ⊙                                                                             | |                |
| 3.18 | 2 Rotbuchen (Fagus sylvatica) | Bad Godesberg  | Verbindungsweg Heiderhof zum Fuderbachsweg ⊙                                                                | |                |
| 3.19 | 1 Stieleiche (Quercus robur) | Bad Godesberg  | Verlängerung Schwarzbirkenweg ⊙                                                                             | |                |
| 3.20 | 1 Stieleiche (Quercus robur) | Muffendorf     | L 158, südlich Wattendorfer Mühle ⊙                                                                         | |                |
| 3.21 | Hohlweg Jenienhülle | Lannesdorf     | ⊙ | |                |
| 3.22 | Hohlweg Kirchberg | Lannesdorf     | ⊙ | |                |
| 3.23 | Hohlweg Gräfgenshülle | Lannesdorf     | ⊙ | |                |
| 3.24 | Hohlweg Scherenbergsweg | Lannesdorf     | ⊙ | |                |
| 3.25 | Hohlweg Neuer Weg (südlicher Teil) | Lannesdorf     | ⊙ | |                |
| 3.26 | Hohlweg Langenbergsweg | Lannesdorf     | ⊙ | |                |
| 3.27 | Hohlweg westlich Bachemer Straße | Lannesdorf     | ⊙ | |                |
| 3.28 | 1 Stieleiche (Quercus robur) | Lannesdorf     | Bachemer Straße, am Wegekreuz ⊙                                                                             | |                |
| 3.29 | 1 Spitzahorn (Acer platanoides) | Mehlem         | Rheinuferweg, südlich Gunterstraße ⊙                                                                        | |                |

## Herkunft der Daten
Datenquelle sind die Landschaftspläne und eine Naturdenkmalliste der Stadt Bonn. Wegen des ungeklärten Aktualisierungsstands letzterer Veröffentlichung  wurden die darin gemachten Altersangaben vorerst nicht übernommen.